# Skruv (fotboll)

Animation av Roberto Carlos "omöjliga" mål.

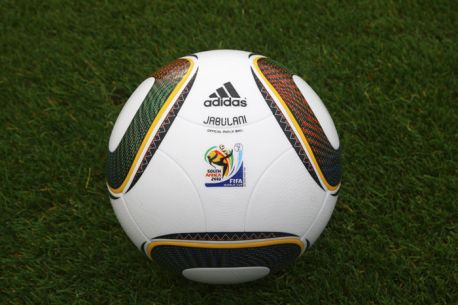
Adidas Jabulani

Skruv inom fotboll syftar till när fotbollen ändrar riktning i luften från det att skottet togs av spelaren. Skruv är möjligt tack vare magnuseffekten och moderna fotbollar och fotbollsskor och effekten kan skilja sig rejält från boll till boll. Den officiella bollen för Världsmästerskapet i fotboll 2010 i Sydafrika, Adidas Jabulani är bland annat ökänd för dess oförutsägbara bollbana och skruv.
Det förmodligen mest kända exemplet kommer från en frispark av den brasilianska fotbollsspelaren Roberto Carlos, då han från från 33.13 meter sköt bollen i en bana som vid tillslaget såg ut att gå flera meter utanför, men letade sig in bakom muren, och stolpe in bakom målvakten Fabien Barthez. Detta skedde den 2 juni 1997, i en uppvärmningsturnering inför Världsmästerskapet i fotboll 1998, och manövern kom sedermera att kallas "banana shot". Carlos upprepade bedriften flera gånger.